# 外太空九号计划
《外太空九號計畫》（英語：Plan 9 from Outer Space）是一部1957年:203美國獨立科幻恐怖片，由艾德·伍德編導、監製及剪輯，格雷戈里·沃爾科特、贝拉·卢戈西、邁拉·魯米、托爾·約翰遜和萊爾·托伯特主演，克里斯維擔任旁白；卢戈西於1956年8月去世，本片成為他的遺作。電影講述外星人來到地球，試圖阻止人類製造可能毀滅宇宙的末日武器，而實施復活地球死者的「九號計畫」（Plan 9）。外星人期望透過製造混亂來迫使人類傾聽他們的聲音；否則，外星人將用不死軍團毀滅人類。
電影初期名為《外太空盜墓者》（Grave Robbers from Outer Space），1956年11月以黑白形式拍攝，1957年3月15日在洛杉磯卡爾頓劇院（Carlton Theatre）首映:203。之後，電影更名為《外太空九號計畫》，1959年4月在德克薩斯州和其他南部幾州全面上映；1961年出售給電視台:197。
從1961年到1980年，《外太空九號計畫》在美國電視上播放但默默無聞，當時作家哈利·梅德維德（Harry Medved）和麥可·梅德韋德在合著的《金火雞獎》一書中稱《外太空九號計畫》為「史上最差電影」。在伍德在去世後，他和本片被追授兩項金火雞獎：史上最差導演及史上最差電影。此後，《外太空九號計畫》建立了「典型爛得好電影」的聲譽，並獲得了大量粉絲追捧。

## 劇情
一名老人失去了愛妻，眾人圍在墓地旁進行哀悼，此時上空一架客機正飛往加利福尼亚州伯班克。飛行員傑夫·泰倫特和副駕駛丹尼被一道強光嚇了一跳，還伴隨著一聲巨響；之後看到一架飛碟降落在傑夫家附近的墓園裡。老人的亡妻復活並殺死了兩名掘墓人。
老人悲痛欲絕，在家門口被一輛汽車撞死。在他的葬禮上，哀悼者發現了掘墓人的屍體。當丹尼爾·克雷探長和他的警察到達時，克雷獨自進入墓園進行調查。老人也已復活並化作食屍鬼，與妻子殺死了克雷探長，其遺體隨後被哈柏中尉等人發現。傑夫將自己的飛碟遭遇告訴妻子寶拉，並說陸軍已發誓保守秘密；此時，另一架飛碟落地，震倒了泰倫特夫婦以及墓場的警察們。報紙頭條報導了好萊塢大道上空的飛碟目擊事件，其中三架飛越洛杉磯。在華盛頓特區，軍方向幾個飛碟發射飛彈。飛碟行動負責人湯姆·愛德華茲上校向下屬表示，政府一直在掩蓋飛碟攻擊事件。
外星人返回他們的七號太空站，指揮官依洛告訴外星統治者，與地球政府的聯繫一直不成功。依洛推薦「九號計畫」（Plan 9），復活死去的人類為自己效命，復活的老人及其妻子、克雷探長即是此計畫的傑作。出於對寶拉安全的擔憂，傑夫敦促她在自己工作時留在母親身邊，但她拒絕。當晚，老人闖入他們的房子，將寶拉追到外面，女食屍鬼和克雷探長緊跟其後。寶拉逃脫，倒在樹林裡，被一位居民救走。
在五角大廈，羅伯茲將軍告訴愛德華茲，外星人一直告訴政府，他們正在試圖阻止人類毀滅宇宙。羅伯茲將愛德華茲送往外星活動最密集的聖費爾南多。依洛和副手塔娜帶克雷探長去見統治者，但失控襲擊了依洛。統治者批准了九號計畫，召集復活大軍向地球進軍。
愛德華茲和警方採訪了泰倫特夫婦，依洛的飛碟此時停在墓園。突然，老人現身打昏了哈柏的手下凱爾頓，並闖入泰倫特的院子，直到依洛利用遠距離射線擊中老人，將他化為骷髏。愛德華茲、泰倫特夫婦和凱爾頓開車前往墓園。哈柏堅持把寶拉留在車上；凱爾頓留守在她身邊。依洛和塔娜派出克雷打昏凱爾頓，綁走了寶拉，並引誘傑夫、哈柏及愛德華茲到飛碟上。
在飛碟中，依洛和塔娜與人類面對面，並表示人類武器的發展將導致能爆炸陽光粒子的物質——「太陽彈」的發明，這樣的爆炸會引發無法控制的連鎖反應，最終毀滅宇宙。依洛認為人類不成熟且愚蠢，打算毀滅人類，並威脅如果傑夫和警察試圖阻止他，便命令克雷殺死寶拉。凱爾頓和同事賴瑞趕到，並偷偷溜到克雷身後，用棍棒將他擊倒；但依洛稱克雷的控製射線已關閉，從而釋放了寶拉，自己有辦法再重啟。傑夫與依洛打了起來，飛碟的設備被損壞並著火。人類逃脫，依洛倒地不起，塔娜強行讓飛碟起飛。最終，火焰吞噬了飛碟，導致飛碟在美國上空引爆，而留在地面的克雷探長及老人妻子化作了骷髏。

## 演員
- 格雷戈里·沃爾科特（英语：Gregory Walcott）飾演傑夫·泰倫特（Jeff Trent）
- 贝拉·卢戈西飾演老人／食屍鬼人（Ghoul Man）
  - 湯姆·梅森（英语：Tom Mason (actor, born 1920)）飾演卢戈西的替身（英语：Fake Shemp）
- 邁拉·魯米（英语：Maila Nurmi）飾演吸血鬼女（Vampire Girl）
- 托爾·約翰遜（英语：Tor Johnson）飾演丹尼爾·克雷探長（Inspector Daniel Clay）
- 萊爾·托伯特（英语：Lyle Talbot）飾演羅伯茲將軍（General Roberts）
- 莫娜·麥金農（Mona McKinnon）飾演寶拉·泰倫特（Paula Trent）
- 大衛·德·米林（David De Mering）飾演丹尼（Danny）
- 卡爾·安東尼（Carl Anthony）飾演巡警賴瑞（Patrolman Larry）
- 杜克·摩爾（英语：Duke Moore）飾演約翰·哈柏中尉（Lieutenant John Harper）
- 湯姆·基恩（英语：Tom Keene (actor)）飾演湯姆·愛德華茲上校（Colonel Tom Edwards）
- 保羅·馬爾科（英语：Paul Marco）飾演巡警凱爾頓（Patrolman Kelton）
- 達德利·曼洛夫（英语：Dudley Manlove）飾演依洛（Eros）
- 喬安娜·李（英语：Joanna Lee (writer)）飾演塔娜（Tanna）
- 約翰·布雷肯里奇（英语：Bunny Breckinridge）飾演統治者（The Ruler）
- 班·弗朗莫（Ben Frommer）和格洛麗亞·迪亞（英语：Gloria Dea）飾演哀悼者
- 康拉德·布魯克斯（英语：Conrad Brooks）飾演巡警傑米（Patrolman Jamie）
- 克里斯維（英语：The Amazing Criswell）飾演他自己／旁白
- 艾德·伍德飾演拿著報紙的男人（未掛名）

## 外部連結
- 互联网电影数据库（IMDb）上《外太空九号计划》的资料（英文）
- TCM电影资料库上《外太空九号计划》的资料（英文）
- AllMovie上《外太空九号计划》的资料（英文）
- 美国电影学会目录上的《外太空九号计划》（英文）
- Box Office Mojo上《外太空九号计划》的資料（英文）
- 爛番茄上《外太空九号计划》的資料（英文）
- 在Discogs上的《外太空九号计划》（发行列表）